# Pavel Sobotka
Pavel Sobotka (8. června 1928 Vlašim – 8. září 2023) byl český lékař a vysokoškolský pedagog.

## Vědecká a pedagogická činnost
Vystudoval lékařskou fakultu Univerzity Karlovy v Plzni, promoval v roce 1952. V roce 1962 obhájil kandidátskou práci. Mezi lety 1971 a 1990 zastával funkci vedoucího Ústavu patofyziologie na lékařské fakultě v Plzni. Roku 1978 získal vědeckou hodnost doktor věd, následující rok byl jmenován profesorem patologické fyziologie. Po dvě funkční období působil jako proděkan pro vědu a výzkum. Byl rovněž předsedou ediční komise fakulty, po desítky let se věnoval přípravě a vydávání Plzeňského lékařského sborníku. Do roku 2019 pracoval na Ústavu patologické fyziologie LF UK v Plzni.
Studoval důsledky dlouhodobé normotermní úplné ischémie mozku, věnoval se problematice experimentální epileptogeneze a fenylketonurie, experimentální diskopatii, metabolismu mediátorů a biochemickému i funkčnímu vývoji mozku, ischemii a následné resuscitaci mozku, studiu účinků kofeinu a nikotinu v souvislosti s mozečkovými degeneracemi.
K roku 2019 byl aktivním přednášejícím v rámci Univerzity 3. věku na lékařské fakultě v Plzni.
Publikační činnost týkající se výsledků jeho práce tvoří více než 200 prací.

## Ocenění
- 1994 – Čestný člen Společnosti pro patologickou a klinickou fyziologii ČLS JEP[5]